# تفاوت کنام

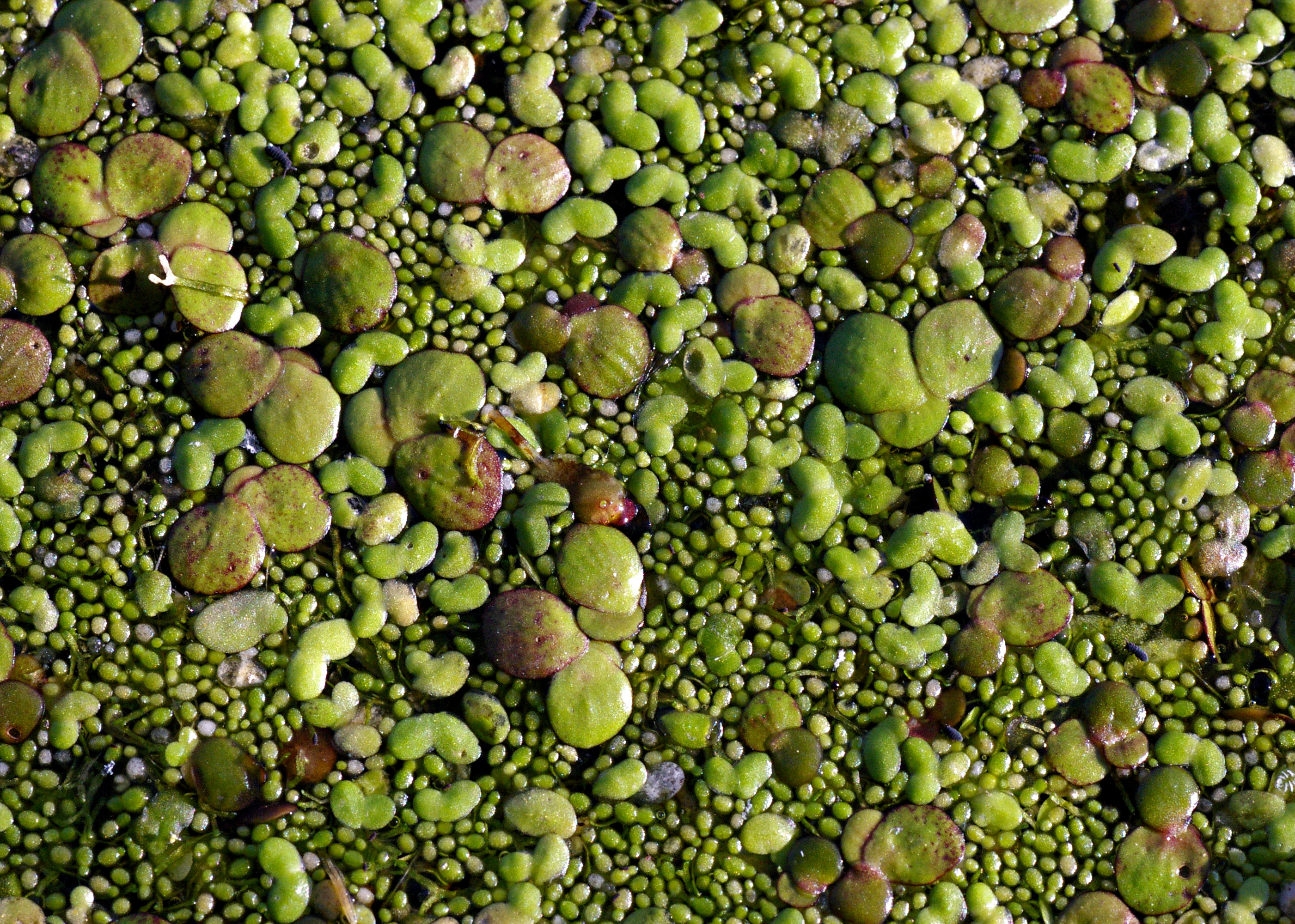
عدسک آبی روی برکه؛ تمایز کنام بر اساس اندازه: عدسک آبی بزرگ، عدسک آبی کوچک و عدسک آبی بی‌ریشه

در بوم‌شناسی، تفاوت کنام (به انگلیسی: Niche differentiation) (که همچنین به عنوان تفکیک کنام و جداسازی کنام نیز شناخته می‌شود) به فرآیندی گفته می‌شود که در آن گونه‌های رقیب به گونه‌ای متفاوت از محیط استفاده می‌کنند به شیوه‌ای که به همزیستی آنها کمک می‌کند. اصل طرد رقابتی بیان می‌کند که اگر دو گونه با کنام‌های یکسان (نقش‌های زیست‌محیطی) رقابت کنند، یکی ناگزیر دیگری را به سوی انقراض سوق خواهد داد. این قاعده، همچنین بیان می‌کند که دو گونه نمی‌توانند در یک زیستگاه دقیقاً یک کنام را اشغال کنند و حداقل به شکلی پایدار باهم همزیستی کنند. هنگامی که دو گونه جایگاه‌های خود را از هم متمایز می‌کنند، تمایل به رقابت با شدت کمتری دارند و بنابراین، احتمال همزیستی بیشتری دارند. گونه‌ها می‌توانند با روش‌های مختلف، مانند مصرف غذاهای مختلف، یا استفاده از بخش‌های مختلف محیط، جایگاه خود را متمایز کنند.